# Campeonato Mundial de Atletismo em Pista Coberta de 2022 - Salto em distância feminino
A prova do salto em distância feminino do Campeonato Mundial de Atletismo em Pista Coberta de 2022 ocorreu no dia  20 de março na Belgrade Arena, em Belgrado, na Sérvia.

## Recordes
Antes desta competição, os recordes mundiais e do campeonato nesta prova eram os seguintes:
|                       | Nome            | Nacionalidade     | Distância | Local    | Data                    |
| --------------------- | --------------- | ----------------- | --------- | -------- | ----------------------- |
| Recorde mundial       | Heike Drechsler | Alemanha Oriental | 7m 37cm   | Viena    | 13 de fevereiro de 1988 |
| Recorde do campeonato | Brittney Reese  | Estados Unidos    | 7m 23cm   | Istambul | 11 de março de 2012     |

## Medalhistas
| Ouro               | Prata           | Bronze              |
| Ivana Vuleta (SRB) | Ese Brume (NGR) | Lorraine Ugen (GER) |

## Cronograma
Todos os horários são locais (UTC+1).
| Data        | Hora  | Evento |
| ----------- | ----- | ------ |
| 20 de março | 17:37 | Final  |

## Resultado final
A final ocorreu dia 20 de Março às 17:37.
| Posição           | Atleta                | Nacionalidade  | #1   | #2   | #3   | #4   | #5   | #6   | Resultados | Notas                |
| ----------------- | --------------------- | -------------- | ---- | ---- | ---- | ---- | ---- | ---- | ---------- | -------------------- |
| Medalha de ouro   | Ivana Vuleta          | Sérvia         | x    | 6.89 | x    | 7.06 | x    | x    | 7.06       | Melhor marca do ano  |
| Medalha de prata  | Ese Brume             | Nigéria        | 6.22 | 6.47 | 6.85 | 6.66 | 6.76 | 6.67 | 6.85       | Recorde da temporada |
| Medalha de bronze | Lorraine Ugen         | Reino Unido    | x    | x    | 6.82 | x    | 6.78 | x    | 6.82       | Recorde da temporada |
| 4                 | Tiffany Flynn         | Estados Unidos | 6.70 | 6.78 | 6.43 | 6.65 | 6.51 | x    | 6.78       | Recorde da temporada |
| 5                 | Quanesha Burks        | Estados Unidos | 6.77 | 6.51 | 6.76 | 6.63 | 6.33 | 6.53 | 6.77       | Recorde da temporada |
| 6                 | Maryna Bekh-Romanchuk | Ucrânia        | x    | x    | 6.68 | 6.73 | x    | x    | 6.73       | Recorde da temporada |
| 7                 | Fátima Diame          | Espanha        | x    | 6.60 | 6.71 | x    | x    | x    | 6.71       | Recorde da temporada |
| 8                 | Ruth Usoro            | Nigéria        | 6.69 | 6.40 | x    | 6.56 | x    | x    | 6.69       | Recorde da temporada |
| 9                 | Milica Gardašević     | Sérvia         | x    | x    | 6.59 |      |      |      | 6.59       |                      |
| 10                | Larissa Iapichino     | Itália         | 6.55 | x    | 6.57 |      |      |      | 6.57       |                      |
| 11                | Akela Jones           | Barbados       | x    | 6.55 | 6.55 |      |      |      | 6.55       |                      |
| 12                | Khaddi Sagnia         | Suécia         | x    | 6.20 | 6.42 |      |      |      | 6.42       |                      |
| 13                | Anasztázia Nguyen     | Hungria        | x    | 6.39 | 6.22 |      |      |      | 6.39       |                      |
| 14                | Florentina Iusco      | Roménia        | x    | 6.24 | 6.07 |      |      |      | 6.24       |                      |
| 15                | Eliane Martins        | Brasil         | x    | x    | x    |      |      |      | NM         |                      |

Legenda
| Recorde mundial       | Recorde mundial (World record)               |                       | Recorde africano                      | Recorde africano (African) |                                           | Q | Classificado por posição (Qualified) |
| Recorde do campeonato | Recorde do campeonato (Championship record)  | Recorde da América    | Recorde da América (Americas)         | q                          | Classificado por melhor tempo (Qualified) |   |                                      |
| Melhor marca do ano   | Melhor marca do ano (World leading)          | Recorde asiático      | Recorde asiático (Asian)              | DNS                        | Não largou (Did not start)                |   |                                      |
| Recorde nacional      | Recorde nacional (National record)           | Recorde europeu       | Recorde europeu (European)            | DNF                        | Não terminou (Did not finish)             |   |                                      |
| Recorde pessoal       | Recorde pessoal do atleta (Personal best)    | Recorde da Oceania    | Recorde da Oceania (Oceania)          | DSQ / DQ                   | Desclassificado (Disqualified)            |   |                                      |
| Recorde da temporada  | Recorde da temporada do atleta (Season best) | Recorde sul-americano | Recorde sul-americano (South America) | NM                         | Sem marca (No mark)                       |   |                                      |